# Wicked Minds
I Wicked Minds sono un gruppo musicale hard rock italiano.

## Storia del gruppo
Formatosi nel 1987 a Piacenza come gruppo thrash metal da un'idea di Lucio Calegari, col passare del tempo la formazione ha subito variazioni, con l'ingresso di Paolo Negri dei Link Quartet all'organo hammond e J.C. Cinel alla voce, e passando dalle sonorità metal ad altre decisamente più hard rock e rock progressivo. Nel 2010 Monica Sardella sostituisce J.C..

## Formazione
- Lucio Calegari - chitarra
- Paolo Negri - hammondista
- Riccardo Lovotti - batteria
- Enrico Garilli - basso
- Monica Sardella - voce

## Discografia
- 1999 - Return To Uranus
- 2003 - Crazy technicolor delirium garden
- 2004 - From the Purple Skies
- 2006 - Witchflower
- 2007 - Live at Burg Herzberg Festival 2006
- 2011 - Visioni, Deliri e Illusioni